# Sybra subclara
Sybra subclara là một loài bọ cánh cứng trong họ Cerambycidae.